# Heart for Sale
Heart for Sale je druhé studiové album belgického zpěváka-skladatele Toma Diceho, které bylo vydáno 3. května 2012. Deska se v Belgii vyšplhala na jedenáctou příčku.

## Singly
- „Utopia“ je první singl představený z alba 28. února 2012 a v Belgii se vyšplhal na pozici 21.
- „Out At Sea“ je druhý singl představený z alba 4. května 2012.
- „Drive Me to Paris“ je třetí singl představený z alba 22. října 2012.
- „Let Me In“ je čtvrtý singl představený z alba 15. dubna 2013.

## Seznam skladeb
| Pořadí | Název               | Délka |
| ------ | ------------------- | ----- |
| 1.     | Starting a New Life | 3:49  |
| 2.     | Utopia              | 3:33  |
| 3.     | Out At Sea          | 3:28  |
| 4.     | Drive Me to Paris   | 3:57  |
| 5.     | Marry Me            | 4:41  |
| 6.     | Let Me In           | 4:04  |
| 7.     | Never Gonna Stop    | 2:55  |
| 8.     | As If I'm On Drugs  | 4:56  |
| 9.     | Heart for Sale      | 3:33  |
| 10.    | Firekisses          | 5:09  |
| 11.    | Wonderful           | 4:16  |
| 12.    | Il nous faut        | 3:07  |

## Historie vydání
| Stát   | Datum          | Formát            | Vydavatel  |
| ------ | -------------- | ----------------- | ---------- |
| Belgie | 3. května 2012 | Digitální stažení | SonicAngel |

## Žebříčky
| Žebříčky (2012)                    | Nejlepší pozice |
| ---------------------------------- | --------------- |
| Belgian Albums (Ultratop Flanders) | 11              |
| Belgian Albums (Ultratop Wallonia) | 73              |